# 브워지미에시 치오웨크
브워지미에시 치오웨크(폴란드어: Włodzimierz Ciołek, 1956년 3월 24일, 놀니실롱스크 주 바우브지흐 ~)는 폴란드의 전직 프로 축구 선수로, 현역 시절 스트라이커로 활약했다.
그는 구르닉 바우브지흐와 스탈 미엘레츠와 같은 구단들에서 활약했다. 1983-84 시즌, 구르닉 시절, 그는 엑스트라클라사 득점왕에 등극했다.
그는 폴란드 국가대표팀에서도 활약했는데, 29번의 경기에 출전해 4골을 득점했다.
치오웨크는 1982년 월드컵에 참가했는데, 폴란드는 이 대회에서 3위에 입상했다. 그는 페루전에서 1골을 기록했다.
은퇴 후, 그는 구르닉 바우브지흐에서 유소년 선수들을 훈련했다.

## 수상
개인
- 엑스트라클라사 득점왕: 1983–84[4]